# Montréal (Ville) c. Tarquini
Montréal (Ville) c. Tarquini est un arrêt de principe de la Cour d'appel du Québec de 2001 concernant le préjudice corporel et les droits des victimes par ricochet.

## Contexte factuel et juridique
Dans cette affaire, le cycliste Yves Martin subit un accident de vélo causé par un pli à travers la voie publique et décède deux jours plus tard à l’hôpital. Son épouse Livia Tarquini intente une poursuite civile contre la Ville de Montréal onze mois après l’accident. La Ville plaide que son règlement municipal interdit les poursuites une fois qu’un délai de six mois s’est écoulé, tandis que l’avocat de Mme Tarquini plaide le délai de prescription de trois ans de l’art. 2930 C.c.Q. 

## Décision
Dans un jugement divisé, les juges Pelletier et Otis de la Cour d’appel concluent que le préjudice subi par Mme Tarquini est corporel et que c’est l’art. 2930 C.c.Q. qui doit s’appliquer. Toutefois, l’action est rejetée car le juge Pelletier rejette le lien de causalité tandis que le juge Chamberland croit que l’action est prescrite.

## Conséquences
Bien que le banc des trois juges fut divisé, cet arrêt est important dans le domaine de la responsabilité civile car c'est le premier arrêt qui conclut que l'art. 2930 C.c.Q. permet d'étendre le préjudice corporel aux victimes par ricochet. Le raisonnement de l'arrêt Tarquini a ensuite été repris par la Cour suprême du Canada dans l'arrêt Montréal (Ville) c. Dorval, ce qui constitue une reconnaissance claire qu'il faut donner une interprétation large à cet article du Code civil.